# Kika Edgar
Kika Edgar  (Ciudad Madero, Mexikó, 1985. január 8. –) mexikói színésznő, énekesnő.

## Élete és pályafutása
1985. január 8-án született Ciudad Maderóban. Első szerepét 1999-ben kapta a Cuento de navidad című sorozatban, majd szerepet kapott az Első szerelem című telenovellában, ahol megkapta Olivia, 2003-ban az Amor realban pedig Catalina Heredia szerepét. 2008-ban szerepet kapott a Mujeres asesinas című sorozatban.

## Filmográfia

### Telenovellák
- Mentir para vivir (2013) - Celeste Flores (fiatal)
- Amit a szív diktál (Porque el amor manda) (2012-2013) - Xóchitl 'Xóchi, Xóch' Martínez / Natasha
- A végzet hatalma (La fuerza del destino) (2011) - Carolina Muñoz
- Atrévete a soñar (2010) - Ingrid
- Pasión (2007) - Inés Márquez de Darién
- A vadmacska új élete (Contra viento y marea) (2005) - Regina Campos / Álvaro Campos / Luna Gitana
- Clap...El lugar de tus sueños (2003) - Elena Millán
- Tiszta szívvel (Amor real) (2003) - Catalina Heredia
- Por un beso (2000) - Voz Blanca
- Első szerelem (Primer amor... a mil por hora) (2000) - Olivia
- Cuento de navidad (1999)

### Programok
- Operación Triunfo
- Mujeres asesinas (2010) - Paula Treviño
- Mujeres asesinas (2008) - Teodora Márquez
- Cantando por un sueño (2006)
- Reyes de la canción (2006)
- Mujer, casos de la vida real (2004)
- CLAP, Sueños de juventud (2000)

## Diszkográfia
- Cantando por un Sueño (2006)
- Kika (2007)
- Lo Siento Mi Amor (2008)
- Señor Amante (2009)
- Broadway: Kika Edgar (2011)

## Díjak és jelölések
TVyNovelas-díj
| Év   | Kategória                  | Cím                           | Eredmény |
| ---- | -------------------------- | ----------------------------- | -------- |
| 2004 | Legjobb női felfedezett    | Clap...El lugar de tus sueños | Jelölés  |
| 2014 | Legjobb női mellékszereplő | Porque el amor manda          | Jelölés  |